# Walther Wolff (Theologe)
Friedrich Walther Paul Wolff (* 9. Dezember 1870 in Neuwerk; † 26. August 1931 in Aachen) war ein deutscher evangelischer Pfarrer und Theologe.

## Ausbildung
Wolff studierte nach dem Besuch des Gymnasiums in Mönchengladbach ab 1889 Evangelische Theologie in Greifswald, Marburg und Halle (Saale). Sein Vikariat absolvierte er in Soest.

## Wirken
Wolff trat 1894 seine erste Stelle in der niederrheinischen Diaspora-Gemeinde Otzenrath (später Teil der Gemeinde Jüchen, heute durch den Tagebau Garzweiler abgebaggert) an. 1901 folgte er einem Ruf zur Übernahme eines Pfarramtes in Aachen. Dort gründete er 1913 einen Zweigverein des Evangelischen Bundes.
Im Jahr 1919 wurde er zum Präses der rheinischen Provinzialsynode in der  Kirche der Altpreußischen Union gewählt.

Agendenkommission im Jahr 1928 (sitzend von links nach rechts: Zoellner, Wolff, Burghart, Smend, Eger stehend von links nach rechts: Brandt, Wilhelm Haendler, Altmann)

Der Kirchensenat der Altpreußischen Union berief ihn 1926 gemeinsam mit den Theologen Paul Conrad (bis 1927), Georg Burghart (in der Nachfolge von Conrad), Julius Smend, Karl Eger, Ulrich Altmann, Brand(t), Wilhelm Zoellner und Wilhelm Haendler in eine Kommission, die in der Zeit von 1926 bis 1930 eine einheitliche Agende erarbeitete. Der Entwurf dafür wurde 1931 der Provinzialsynode vorgelegt und zur Prüfung in der Praxis freigegeben, aber nicht mehr verabschiedet.
Walther Wolff starb am 26. August 1931 in Aachen, wo er auch begraben wurde.

## Familie
Er wurde als Sohn des Volksschullehrers Friedrich Wolff und seiner Ehefrau Bertha Schüßler 1870 geboren. 1896 heiratete er Elisabeth Metzner aus Halle an der Saale; dem Ehepaar wurden die Söhne Walther und Martin sowie die Tochter Hanna geboren.